# Cantó de Châtelaudren
El cantó de Châtelaudren (bretó Kanton Kastellaodren) és una divisió administrativa francesa situat al departament de Costes del Nord a la regió de Bretanya.

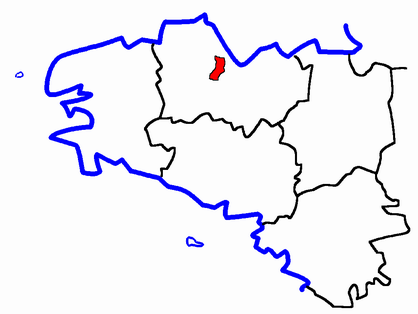
Situació del cantó

## Composició
El cantó aplega 8 comunes :
| Nom bretó     | Nom francès  | Nom gal·ló |
| Boskazoù      | Boqueho      | Boco       |
| Kastellaodren | Châtelaudren | Le Chastèu |
| Kaouennieg    | Cohiniac     | Coheinyac  |
| Pleuloc'h     | Plélo        | Pléloc     |
| Plerneg       | Plerneuf     | Plèrnoec   |
| Plouvara      | Plouvara     | --         |
| Tregonveur    | Trégomeur    | --         |
| Tremelar      | Tréméloir    | --         |

## Història
| Data d'elecció                           | Identitat         | Partit | Qualitat          |
| ---------------------------------------- | ----------------- | ------ | ----------------- |
| març 2004                                | Yves-Jean Le Coqû | UDF    | alcalde de Plélo. |
| les dades anteriors no són pas conegudes |                   |        |                   |
|                                          |                   |        |                   |